# Епархия Кинкалы
Епархия Кинкалы (лат. Dioecesis Kinkalana) — епархия Римско-Католической церкви c центром в городе Кинкала, Республика Конго. Епархия Кинкалы распространяет свою юрисдикцию на часть территории департамента Пул. Епархия Кинкалы входит в митрополию Браззавиля.

## История
3 октября 1987 года Римский папа Иоанн Павел II издал буллу Ecclesia sancta, которой учредил епархию Кинкалы, выделив её из архиепархии Браззавиля.

## Ординарии епархии
- епископ Anatole Milandou (3.10.1987 — 23.01.2001) — назначен архиепископом Браззавиля;
- епископ Louis Portella Mbuyu (16.10.2001 — по настоящее время).

## Источник
- Annuario Pontificio, Libreria Editrice Vaticana, Città del Vaticano, 2003, ISBN 88-209-7422-3
- Булла Ecclesia sancta  (лат.)